# Ренедо-де-ла-Вега
Ренедо-де-ла-Вега (ісп. Renedo de la Vega) — муніципалітет в Іспанії, у складі автономної спільноти Кастилія-і-Леон, у провінції Паленсія. Населення — 232 особи (2010).
Муніципалітет розташований на відстані близько 240 км на північ від Мадрида, 50 км на північ від Паленсії.
На території муніципалітету розташовані такі населені пункти: (дані про населення за 2010 рік)
- Альбала-де-ла-Вега: 20 осіб
- Мосларес-де-ла-Вега: 52 особи
- Ренедо-де-ла-Вега: 112 осіб
- Сантільян-де-ла-Вега: 48 осіб

## Демографія
Динаміка населення (INE ):